# Eleonora Benfatto
Eleonora Benfatto (Camposampiero, 20 maggio 1973) è un'ex modella e conduttrice televisiva italiana, vincitrice del concorso di bellezza Miss Italia 1989.

## Biografia

Fabrizio Frizzi con Nadia Bengala, Miss Italia uscente, incorona Benfatto quale nuova Miss, 2 settembre 1989

Con alle spalle sette anni di danza classica, durante la cinquantesima edizione del concorso di Salsomaggiore Terme tenutosi il 2 settembre 1989 viene eletta prima Miss Linea Sprint e poi Miss Italia. Subito dopo la proclamazione se ne teme la squalifica poiché il regolamento prevede che le partecipanti abbiano un'età minima di sedici anni, ma i dubbi svaniscono quando un ulteriore controllo conferma che ha superato la soglia anagrafica d'ammissione, seppur per soli dieci giorni. Questo fatto le procurerà l'appellativo di "baby reginetta", nonostante negli anni '77 e '84 si siano avute due Miss quindicenni come Anna Kanakis e Susanna Huckstep. Terminato il liceo scientifico, ha lavorato come modella per case di moda fra cui Laura Biagiotti, Roberto Cavalli e Gianfranco Ferré, sfilando sulle passerelle di Milano Fashion Week, di Roma Alta Moda e di Donna sotto le stelle fino a Fashion Week Tokyo.
Nel 1992 è stata scelta come valletta per Il gioco dei 9, a fianco di Gerry Scotti, e poi nel 1994 per Il gioco delle coppie Beach, a fianco dei Trettré. Alla fine degli anni novanta le vengono affidate le conduzioni di alcune trasmissioni di Rai 1 come Sanremo Classico o I più bei gol della nostra vita, fino al 2000, anno in cui affianca Carlo Conti alla conduzione di Miss Italia nel mondo, esperienza che ripeterà anche nel 2001 e nel 2002.
Nel 2001 partecipa al film di Carlo Vanzina South Kensington, a cui seguono altre conduzioni televisive di programmi Rai, fra cui Il lotto alle otto. Nel 2002 partecipa all'edizione speciale di Donnavventura, programma di Rete 4, alla guida di una 4x4 tra le dune del deserto del Sahara. Dopo di ciò, viene scelta come inviata del programma di Rete 4 Fornelli d'Italia, condotto da Davide Mengacci.
Nell'estate del 2003 conduce su reti Mediaset il programma itinerante Sapore di Vino, un magazine di cultura e gastronomia; ciò si è peraltro ripetuto anche nel 2004. Dal settembre del 2003 Fabrizio Trecca la sceglie come co-conduttrice della trasmissione Vivere meglio, in onda su Rete 4, dedicata a medicina, benessere e qualità della vita: lavora al fianco del prof. Trecca fino al 2005. Sempre su Rete 4, nel biennio 2004-2005 è inviata speciale a Il viaggiatore, programma condotto da Matteo Mazzocchi, mentre su Telenova è presentatrice del programma di cabaret Lista d'attesa.

### Attività politica
Dal novembre del 2011 è direttore responsabile dell'Italian Health Policy Brief, canale di comunicazione politico-sanitaria, e dal maggio del 2012 si occupa di comunicazione e relazioni in ambito istituzionale e parlamentare.
Nella sedicesima legislatura arriva al Senato della Repubblica italiana come collaboratrice di Antonio Tomassini, nella diciassettesima lavora con Laura Bianconi per il gruppo Area Popolare (NCD-UDC) e, dal marzo del 2018, nella diciottesima legislatura è stata capo segreteria delle senatrici Roberta Toffanin e Maria Alessandra Gallone nonché del senatore Adriano Galliani, tutti e tre appartenenti al gruppo parlamentare Forza Italia-Berlusconi Presidente.

### Attività aziendale
Dal gennaio 2021 ha lavorato per Leonardo.

## Vita privata
Ha avuto una lunga storia con il calciatore Enzo Gambaro. Ha poi sposato il figlio di Fabrizio Trecca e nel 2007 è diventata mamma. Nel gennaio 2015 ha dato alla luce il suo secondo figlio.